# Джон Стюарт Мілл

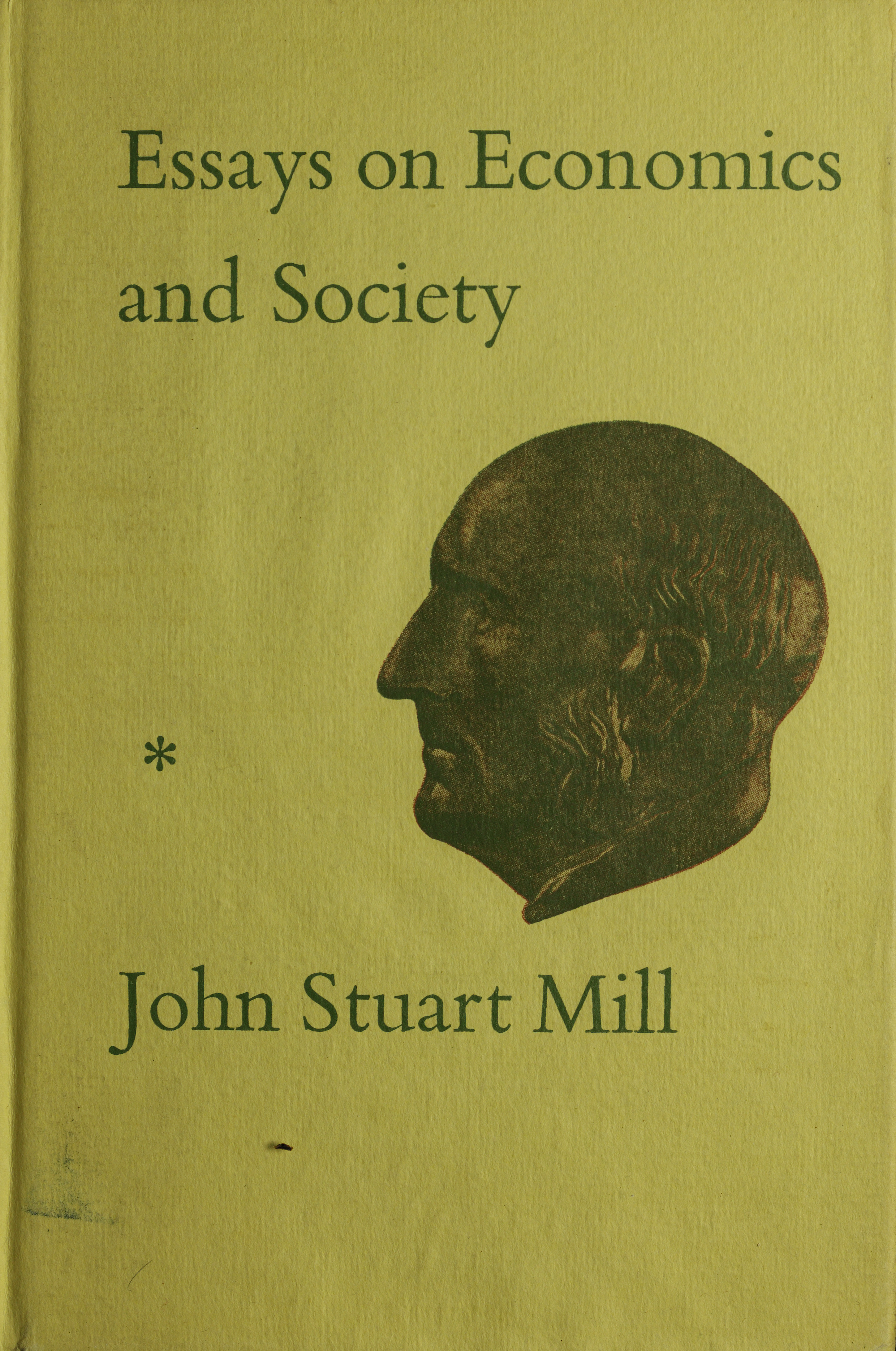
Essays on economics and society, 1967

Джон Стю́арт Мілл, тж. Мілль, Міл (англ. John Stuart Mill; 20 травня 1806 — 8 травня 1873) — британський філософ, політичний економіст, теоретик протофемінізму. У 1865—1868 був членом палати громад парламенту Великої Британії. Він був представником лібералізму, етичної теорії, розробленої Джеремі Бентамом, хоча його концепція теорії дуже відрізнялася від Бентамової, за що він отримав справедливу критику. Автор (разом з Гаррієт Тейлор-Мілл) феміністських есе «Поневолення жінок» (1869) про розширення прав жінок (зокрема, виборчих).

## Біографія
Народився у Лондоні, у сім'ї англійського економіста Джеймса Мілла, друга та послідовника Девіда Рікардо. Під керівництвом батька здобув ґрунтовну освіту. Самостійно вивчав філософію, історію, логіку, політичну економію, математику, нові та стародавні мови в обсягах, які значно перевищували університетські курси. У 1823 — 1825 рр. Джон Мілл служив в Ост-Індській компанії, в 1865 — 1868 рр. був членом палати общин англійського парламенту.

## Ідеї
Основні економічні ідеї Мілл виклав у працях «Про предмет політичної економії та про її метод» (1836), «Про деякі нерозв'язані питання політичної економії» (1844), «Принципи політичної економії і деякі аспекти їх застосування до соціальної філософії» (1848).
Книга «Принципи політичної економії» у концентрованому виді містить найсуттєвіші політико-економічні ідеї того часу, що сприяло визнанню її найкращим підручником з економіки в першій половині XIX ст. Підручник використовувався майже півстоліття у багатьох університетах Європи до появи праці А. Маршалла «Принципи економічної науки» (англ. Principles of Economics, 1890—1891).
Підручник «Принципи політичної економії» складається із «Попередніх зауважень» автора та 5-ох книг. У перших трьох книгах («Виробництво», «Розподіл», «Обмін») дається чіткий і систематизований виклад основних принципів класичної політичної економії, аналіз факторів економічного зростання, міжнародної економіки тощо. У четвертої книзі «Вплив суспільного прогресу на виробництво і розподіл» досліджуються передумови та обмеження економічного зростання. У п'ятій — «Вплив уряду» досліджується роль держави у ринковій економіці.
Аналізуючи пануючі на той час погляди на економічні процеси і явища Мілл, як правило, сприймав і коментував висновки, до яких прийшли А. Сміт і Д. Рікардо. Водночас, намагаючись подолати труднощі, з якими зіткнулася класична політична економія, вчений зробив спробу примирити її з новими реаліями економічного життя.
Дж. С. Мілл виступав як прогресивний для свого часу науковець і громадський діяч, якому були близькі ідеали загального людського блага. Він підтримував реформи в інтересах широких верств населення, захищав пригноблені маси у Британській Вест-Індії, різко засуджував систему лендлордизму в Ірландії тощо.
У своїх працях Дж. С. Мілл:
 — вказував на необхідність органічного поєднання дедуктивного і індуктивного методів у процесі дослідження. Дж. С. Мілл вважав, що висновки дослідників справедливі лише тоді, якщо можуть бути перевірені індуктивним (дослідно-емпіричним) шляхом. Вчений заперечував універсальний прикладний характер наукових висновків;
— звужував предмет політичної економії позитивною стороною, характеризував його тільки як абстрактну науку. Дж. С. Мілл попереджав, що нормативна сторона може застосовуватися лише з відповідними застереженнями;
— стверджував, що предметом політичної економії є «багатство, дослідження його сутності, законів виробництва і розподілу»;
— визначав багатство сумою благ, які купуються і продаються на ринку. На думку Дж. С. Мілла, «річ, за яку нічого не можна отримати взамін, якою би корисною чи необхідною вона не була, не є багатством. Наприклад, повітря, хоча і є абсолютною необхідністю для людини, на ринку ніякої ціни немає, тому що його можна отримати практично задарма»;
— висунув на перший план «закони виробництва» і «закони розподілу», та різко протиставив їх. На думку Дж. С. Мілла, закони виробництва вічні, незмінні і подібні «фізичним істинам», «…в них немає нічого, що залежало б від волі». А закони розподілу, оскільки ними керують «людські інституції», є такими, «якими їх роблять думки і бажання правлячої частини суспільства, і дуже різноманітні в різні століття і в різних країнах». При цьому Дж. С. Мілл стверджував, що думки і бажання людей не носять випадкового, довільного характеру: «Причини правил розподілу принаймні так само мало залежать від волі і мають такою же самою значною мірою характер фізичних законів, як і закони виробництва», оскільки «люди здатні контролювати свої власні дії, але не наслідки, які їх дії мають для них самих або для інших людей»;
— зробив спробу виявити відмінності у запозичених ним у англійського філософа О. Канта термінів «статика» і «динаміка». У першому розділі четвертої книги Дж. С. Мілл зазначає, що всім економістам було властиво прагнення пізнати закони економіки «суспільства стаціонарного і незмінного», і що тепер необхідно додати «динаміку політичної економії до її статики».
Щоправда, як стверджує М. Блауг, «у Мілла „динаміка“ означає аналіз історичної зміни, а „статика“, напевно, те, що ми тепер називаємо порівняльним статистичним аналізом»;
— проаналізував економічну динаміку. В пошуках шляхів економічного зростання Дж. С. Мілл досліджував закон тенденції норми прибутку до зниження. Розглядаючи норму прибутку як важливий чинник динамічних змін, вчений не погодився з поглядами Адама Сміта про те, що вона падає внаслідок конкуренції капіталів. Падіння норми прибутку Дж. С. Мілл пов'язував із наближенням величини капіталу до тієї межі, коли становиться неможливим прибуткове використання капіталу на даній обмеженій території, а також зі зменшенням ризику при продуктивному використовуванні капіталу і збільшенням передбачливості. Як і Девід Рікардо, даний науковець вважав, що зниження норми прибутку можна уповільнити через вивезення капіталів за кордон, прискорення технічного прогресу тощо;
— був повністю солідарний з А. Смітом з приводу трактування продуктивної праці як діяльності, що забезпечує створення багатства, матеріальних благ. Але на відміну від нього, Дж. С. Мілл вважав продуктивною також і працю, спрямовану на охорону власності і на отримання кваліфікації, фізичних і духовних здібностей людей; що вона дозволяє збільшувати нагромадження. На думку вченого, непродуктивною є праця, яка не виробляє матеріального багатства і продукти якого не можуть нагромаджуватися;
— фактично відмовився від трудової теорії вартості і перейшов на позиції теорії «витрат виробництва». Дж. С. Мілл вважав, що вартість продукту визначається вартістю витрат виробництва. Разом з тим, виходячи з «догми» Сміта, він виключав із величини витрат вартість основного капіталу, зводячи всі витрати до величини заробітної плати і прибутку;
— дотримувався поглядів Девіда Рікардо і Томаса Мальтуса щодо сутності заробітної плати. Характеризуючи її як плату за працю і вважаючи, що вона залежить від попиту та пропозиції на робочу силу, Дж. С. Мілл повторив їх висновок про неминучість утримання оплати праці працівників на мінімальному рівні. Одначе він, як і Д. Рікардо, не ототожнював поняття «мінімум заробітної плати» і «фізіологічний мінімум», пояснюючи, що перше кількісно перевищує друге;
— був прихильником речовинної концепції капіталу. Розглядав, услід за А. Смітом, капітал як «раніше нагромаджений запас продуктів минулої праці». З огляду Дж. С. Мілла, капіталотворення як основа інвестицій дозволяє розширити масштаби зайнятості і може зупинити безробіття. Однак лише за умови, що не буде «непродуктивних витрат багатих». Вчений поділяв капітал на основний і оборотний;
— займав спільну позицію з Девідом Рікардо на земельну ренту, визначав її як «компенсацію, яка платиться за користування землею». Дж. С. Мілл вважав ренту аномальним явищем, незаробленим наддоходом землевласників, який виникає в процесі ціноутворення у сільському господарстві, в результаті перерозподілу прибутків і заробітної плати. На основі цього зробив висновок про необхідність вилучення земельної ренти на користь суспільства. Запропонував обкладати доходи землевласників спеціальним податком;
— дотримувався поглядів Томаса Мальтуса на теорію народонаселення. Дж. С. Мілл стверджував, що єдиним засобом забезпечення повної зайнятості і високого рівня заробітної плати працівників є добровільне обмеження народжуваності;
— зробив аналіз грошей. Трактуючи гроші як специфічний товар, Дж. С. Мілл стверджував, що їхня вартість, як і інших товарів, «визначається тимчасово попитом і пропозицією, а постійно і в середньому — витратами виробництва»;
— стояв на позиціях кількісної теорії грошей. На думку Дж. С. Мілла, «за інших незмінних умов, вартість грошей змінюється обернено пропорційно кількості грошей: будь-яке зменшення збільшує її в однаковій пропорції»;
— дав аналіз природи кризових явищ, обґрунтував можливість безкризового розвитку ринкової економіки. Як і С. Сісмонді, він вважав, що причиною торговельної кризи є загальне надвиробництво і виникає воно у наслідок надлишку спекулятивних закупівель. На думку Дж. С. Мілла, «безпосередньою причиною існування торговельної кризи є скорочення кредиту, а засобом подолання — не зменшення пропозиції, а відновлення довіри» .
— проаналізував економічну роль держави. Дж. С. Мілл засуджував політику протекціонізму, а також надмірного, необґрунтованого втручання в економічні процеси. Разом з тим вчений був переконаний, що система вільної конкуренції не завжди може забезпечити розв'язання усіх економічних проблем, оскільки існують такі сфери господарської діяльності, які не гарантують індивіду отримання достатнього прибутку. Тому у деяких випадках втручання держави є бажаним. На думку вченого, держава повинна взяти на себе витрати по створенню інфраструктури, розвитку науки і системи соціального забезпечення, залишити за собою такі обов'язки як законодавче регулювання відносин власності, здійснення судочинства, стягування податків тощо;
— обґрунтовував необхідність удосконалення суспільного устрою. Дж. С. Мілл вважав, що найкращим станом людства було би таке, коли ніхто не бідний, ніхто не прагне стати багатшим, і немає ніяких причин побоюватися бути відкинутим назад через зусилля інших проштовхнутися вперед;
— заклав основоположні принципи для реформізму, розробив власні рекомендації соціального реформування суспільства. Дж. С. Мілл пропонував ліквідувати найману працю на засадах удосконалення системи (інституту) приватної власності шляхом створення кооперативно-виробничих асоціацій. Це, на думку вченого, дозволило б подолати суперечності між власниками капіталів і найманими робітниками і замінити їх відносинами партнерства. Умови рівності і колективного володіння капіталом і здійснення робіт сприяли б швидкому зростанню продуктивності праці.
Джон Стюарт Мілл писав: «недостатньо мати охорону тільки від урядової тиранії, але необхідно мати охорону і від тиранії пануючої в суспільстві думки чи почуття, від властивого суспільству тяжіння, хоч і не кримінальними заходами, насильно нав'язувати свої ідеї і свої права тим індивідам, які з ним розходяться у своїх поняттях… Є межа, далі якої суспільна думка не може законно втручатись в індивідуальну незалежність; слід встановити цю межу, слід охороняти її від порушень — це так само необхідно, як необхідна охорона від політичного деспотизму… Все, що знищує індивідуальність, є деспотизм». (Джон Стюарт Міль. Про свободу)

### Парадокс старого вина
Дж. Ст. Мілл, розглядаючи проблему вартості благ, використав метафору про молоде і старе вино: витрати на виробництво як старого, так і молодого вина практично однакові, а ціни відрізняються істотно.

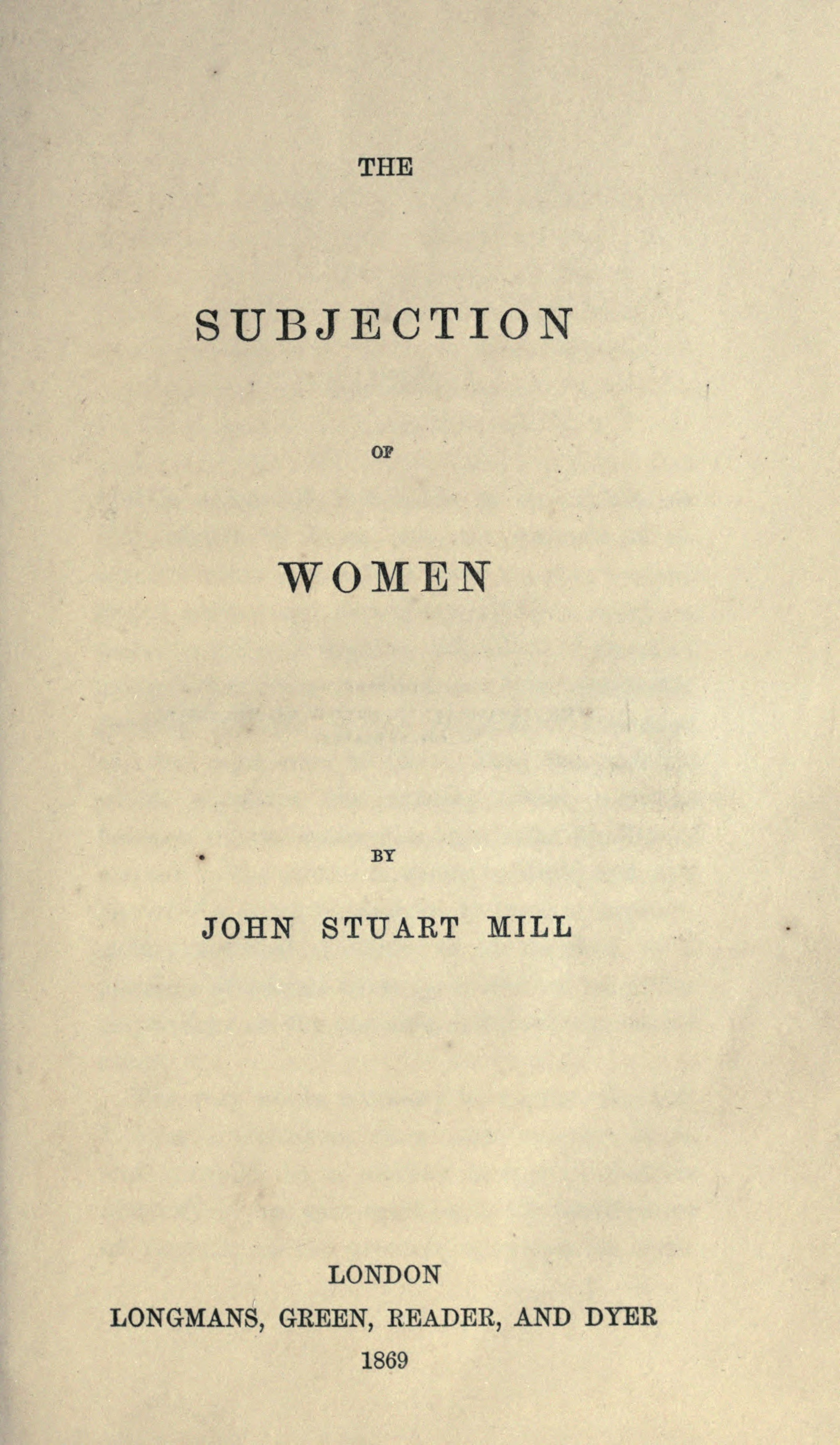
Поневолення жінок, 1869

## Захист прав жінок
Рух за виборчі права жінок набрав сили в першій половині XIX століття, коли різко зросла політична активність жінок, зокрема, під час кампанії за реформу виборчого права у Великій Британії. Обраний до парламенту 1865 року, Мілл відкрито підтримував надання жінкам права голосу, виступав за внесення до Народної Хартії виборчого права для жінок.
В 1869 році Джон Стюарт Мілл опублікував працю «Поневолення жінок», над якою працював із феміністкою та філософинею Гаррієт Тейлор-Мілл. В цій класичній для суфражизму роботі він наголошував, що «підтримка законом підпорядкування одної статі іншій шкідлива… і є одною з перешкод на шляху до загальнолюдського удосконалення».
Твір видано українською у 2001 році видавництвом Соломії Павличко Основи в збірці Про свободу та інші есе [Архівовано 20 вересня 2021 у Wayback Machine.]. 

## Критика поглядів
Хоча Мілл вважається поборником лібералізму, деякі автори закидають йому захоплення соціалізмом в останні роки життя під впливом своєї дружини. Зокрема, Людвіг фон Мізес так характеризує погляди Мілла, викладені у його есе «Про свободу» (1859):
... був ініціатором бездумного змішування ліберальних і соціалістичних ідей, що призвело до занепаду англійського лібералізму і до підриву рівня життя англійського народу. ... Без ґрунтовного вивчення Мілля неможливо зрозуміти події останніх двох поколінь. Бо Мілль — великий адвокат соціалізму. Усі аргументи, які можна було б висунути на користь соціалізму, розроблені ним з турботою та любов’ю. У порівнянні з Міллем усі інші соціалістичні письменники, навіть Маркс, Енгельс і Лассаль, навряд чи мають якесь значення. 
Детальну критику поглядів Мілла з ліберальних позицій дав Мюррей Ротбард у своїй роботі "Класична економічна теорія: економічна думка в австрійській перспективі" (1995).    

## Переклади українською
- Міл, Джон Стюарт. Про свободу та інші есе [Архівовано 20 вересня 2021 у Wayback Machine.] / Пер. з англ. — К: Видавництво Соломії Павличко Основи, 2001. — 463 с. — ISBN 966-500-540-5